# Savjolovskaja (stanice metra v Moskvě)
Savjolovskaja (rusky Савёловская) je stanice moskevského metra. Je zde možný přestup na stejnojmennou stanici linky Bolšaja kolcevaja.

## Charakter stanice
Savjolovskaja se nachází na Serpuchovsko-Timirjazevské lince, v její severní části nedaleko centra Moskvy. Je to podzemní, trojlodní stanice, založená 52 m pod povrchem. Severním směrem za nástupištěm se nacházejí slepé koleje, umožňující obracení vlaků. Lodě tvořící nástupiště jsou spolu spojeny pomocí prostupů. Ze střední lodě oběma směry podle osy stanice vybíhají do mělce založených podpovrchových vestibulů eskalátorové tunely. Obklad podzemních prostor je relativně strohý – na stěny byl použit mramor, na stěnách za nástupištěm se nacházejí mozaiky ztvárňující budování železnice na počátku 20. století a pro podlahu byla použita žula. Savjolovskaja byla otevřena 31. prosince roku 1988 jako součást úseku Čechovskaja – Savjolovskaja. Do roku 1991 plnila funkci konečné stanice.